# Linux Libertine
Linux Libertine ist eine freie Schriftart für Rechner (erhältlich unter der GPL, wahlweise auch der SIL Open Font License) und Teil des Libertine-Open-Fonts-Projekts. Dessen Ziel ist es, freie Schriftarten zu entwerfen, um Benutzern Alternativen zu proprietären Schriften wie Times New Roman zu bieten. Linux Libertine wird mit dem freien Editor FontForge entwickelt. Aktiv weiterentwickelt wird nur der Fork Libertinus.

## Stil

Beispiel für das Versal-ß in Linux Libertine

Linux Libertine ist eine proportionale Serifenschrift mit dem Charakter einer Barock- oder Übergangs-Antiqua nach DIN 16518. Ihr Zeichensatz wurde jedoch von Grund auf neu entwickelt und den heutigen Anforderungen angepasst. Linux Libertine umfasst mehr als 2000 Zeichen in Unicode-Kodierung und unterstützt daher viele verschiedene Sprachen der westlichen Zeichensätze Latein, Griechisch, Kyrillisch und Hebräisch. Des Weiteren bietet sie zahlreiche Ligaturen (wie z. B. ff, fi, tt, ch, …) und führt Sonderzeichen wie die der Internationalen Lautschrift IPA, Pfeile, Fleurons, römische Zahlen und Mediävalziffern, echte Kapitälchen. Die Verwendung von OpenType ermöglicht die automatische Positionierung und Ersetzung von typographischen Sonderfällen, wie z. B. bei Unterschneidungen, bei Ligaturen und echten Brüchen.
Als Besonderheit ist ab der Version 2.6 auch das „neue“ große Eszett enthalten.
Die Schriften liegen auf der Projektseite im Quelltext sowie im OpenType- und TrueType-Format vor und sind in folgenden Schriftschnitten verfügbar, die jeweils Kapitälchen und die oben genannten Sonderzeichen enthalten:
- normal
- fett
- kursiv
- fett kursiv

Weiterhin gibt es eine Version im Graphite-Format, die auf dem Projekt basiert, und den Fork Libertinus mit Erweiterungen und Fehlerkorrekturen.

Die Libertine bietet sich als Ersatz für Times New Roman an, was einen Vergleich mit dieser nahelegt. Eigentlich weist Libertine (magenta) aber vielmehr eine große Ähnlichkeit mit der Minion (cyan) auf. Ersichtlich ist eine Übereinstimmung der Stärke der Grundstriche und Serifen sowie eine näherungsweise Übereinstimmung der Mittel- und Oberlänge. Die Laufweite der Minion wurde geringfügig angepasst. Erkennbar sind bei der Libertine auch Modifikationen in Bezug zur Erstveröffentlichung.

## Linux Biolinum
Zur Linux-Libertine-Familie gehört seit März 2009 auch eine Organogrotesk, das heißt eine Serifenlose mit wechselnder Strichstärke, die sich „Linux Biolinum“ nennt. Die vertikale Metrik ist mit jener der Libertine identisch, sodass die beiden Typen gut miteinander harmonieren.
Die Linux Biolinum ist als Auszeichnungsschrift gedacht und in den folgenden Schriftschnitten verfügbar:
- normal
- fett
- kursiv

Des Weiteren gibt es eine Tastatur-Variante, bei der die einzelnen Zeichen als Tasten abgebildet sind. Zusatztasten wie z. B. Strg oder Tab lassen sich durch Ligaturen darstellen.

## Libertinus
Libertinus ist ein Fork von Linux Libertine und Linux Biolinum Version 5.3.0, der von Khaled Hosny gewartet wurde. Im Juli 2020 übernahm Caleb Maclennan das Projekt. Libertine wurde dabei zu Libertinus Serif, Biolinum zu Libertinus Sans und Libertine Mono zu Libertinus Mono. Zusätzlich stellt Libertinus eine Math-Variante zur Verfügung, die für den OpenType-Formelsatz mit OpenType-TeX-Varianten und Microsoft Word ab Version 2007 geeignet ist. Im Unterschied zu Linux Libertine wird Libertinus derzeit (Stand 1. Oktober 2024) aktiv weiterentwickelt; die aktuelle Versionsnummer ist v7.051.

## Linux Libertine G und Linux Biolinum G
László Németh hat eine Variante der Libertine und der Biolinum erstellt, die um Graphite font tables erweitert ist und somit entsprechende Smartfont-Funktionen bietet. Da das Graphite-Format zum TrueType-Format abwärtskompatibel ist, handelt es sich um Dateien mit der Endung TTF und Schriftkonturen aus quadratischen B-Splines.

## Trivia
Die ehemals in der Schriftart Hoefler Text gesetzten Wörter „Wikipedia – Die freie Enzyklopädie“ sind im Wikipedia-Logo, das seit etwa Mitte 2010 in allen Sprachausgaben der Wikipedia verwendet wird, mit Linux Libertine gesetzt. Auf Anfrage der Wikipedianer wurde eigens hierfür ein gekreuztes „W“ entworfen, welches seitdem als OpenType-Feature in der Schrift enthalten ist.